# Budziejewo
Budziejewo – wieś w Polsce położona w województwie wielkopolskim, w powiecie wągrowieckim, w gminie Mieścisko.
W latach 1975–1998 miejscowość administracyjnie należała do województwa poznańskiego.

## Zabytki
- Dworek z roku 1856 zbudowany w stylu późnoklasycystycznym